# سمغورة (سيدي غانم)
سمغورة هي إحدى مشيخات المملكة المغربية، تتبع جغرافيا لإقليم الصويرة وإداريًا لسيدي غانم. يقدر عدد سكانها بـ 4171 نسمة حسب الإحصاء الرسمي للسكان والسكنى لسنة 2004.